# Звір із моря

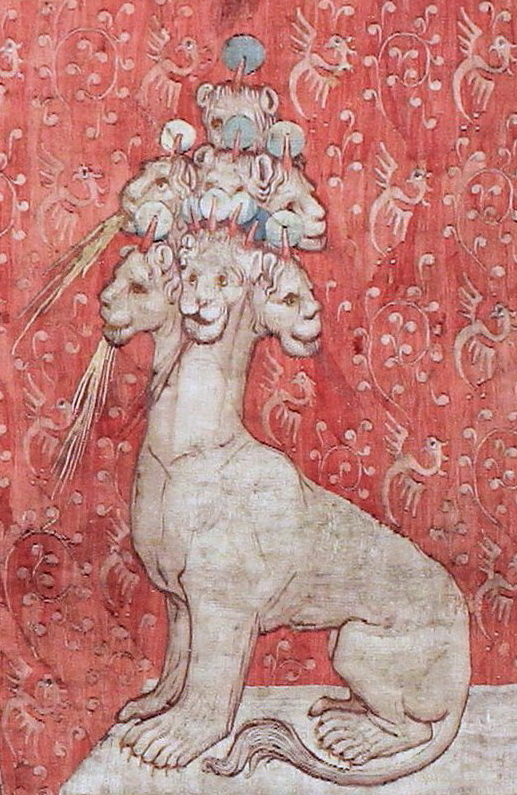
Звір із моря, зображений на старовинній мініатюрі

Звір із моря — біблійний апокаліптичний образ, семиголовий і десятирогий звір, що вийшов з моря та отримав владу над світом. За біблійним переказом, разом з дворогим звіром, що вийшов із землі, був показаний Апостолу Івану в видінні, описуваному в 13-му розділі книги Одкровення (Об. 13:1 —  17).

## Звір із моря у Біблії
У книзі Одкровення апостол Іоанн описує Звіра, що вийшов з моря: 
|  | І я став на морському піску. І я бачив звірину, що виходила з моря, яка мала десять рогів та сім голів, а на рогах її було десять вінців, а на її головах богозневажні імена. А звірина, що я її бачив, подібна до рися була, а ноги її як ведмежі, а паща її немов лев'яча паща. І змій дав їй свою силу, і престола свого, і владу велику. А одна з її голів була ніби забита на смерть, але рана смертельна її вздоровилась. І вся земля дивувалась, слідкуючи за звіриною! І вклонилися змієві, що дав владу звірині. І вклонились звірині, говорячи: Хто до звірини подібний, і хто воювати з нею може? І їй дано уста, що говорили зухвале та богозневажне. І їй дано владу діяти сорок два місяці. І відкрила вона свої уста на зневагу проти Бога, щоб богозневажати Ім'я Його й оселю Його, та тих, хто на небі живе. І їй дано провадити війну зо святими, та їх перемогти. І їй дана влада над кожним племенем, і народом, і язиком, і людом. І їй вклоняться всі, хто живе на землі, що їхні імена не написані в книгах життя Агнця, заколеного від закладин світу. Коли має хто вухо, нехай слухає: Коли хто до полону веде, сам піде в полон. Коли хто мечем убиває, такий мусить сам бути вбитий мечем! Отут терпеливість та віра святих! (Об. 13:1-11) |

## Трактування образу

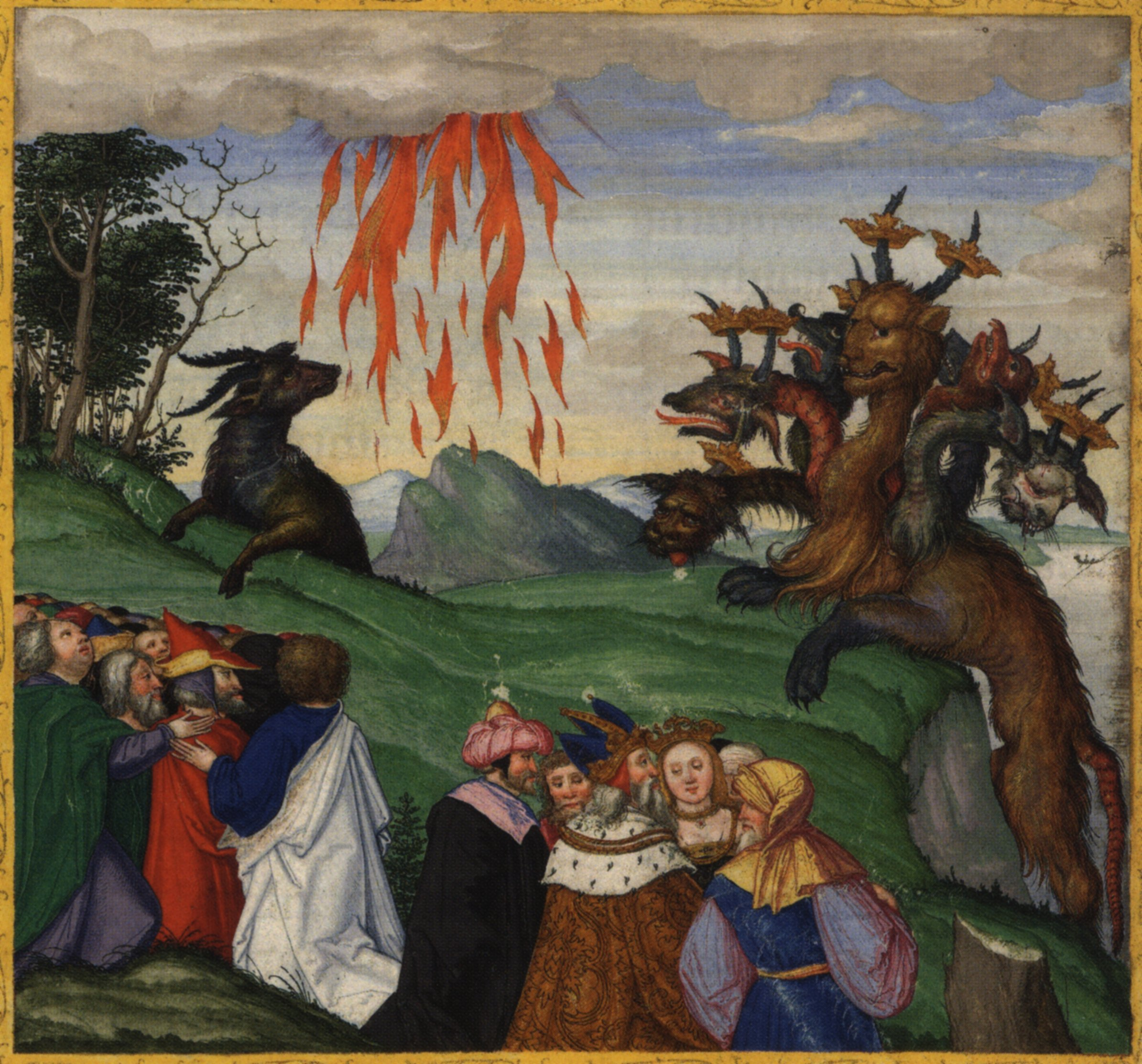
Звір, що вийшов з моря, з сімома головами та десятьма рогами, і звір, що вийшов із землі з рогами агнця. Маттіас Герунг (1500—1570)

Символізм образу Звіра достеменно не з'ясований, породжуючи питання серед богословів та коментаторів пророцтв.
Більшість християн, що жили в ранні століття нашої ери та середньовіччя, вважали Звіра, що вийшов з моря, Римською імперією.
Сучасний дослідник Біблії Френсіс Лі наводить список із понад ста імен, включаючи Іренея Ліонського (AD 185), Августина Аврелія (430), Беду (730), Йоахима Флорського (1200), Джона Фокса (1587), Джозефа Меде (1631), Вільяма Каннінгема (1813), та інших, які вважали, що Звір, подібний до рисі, — це антихрист. Той же Лі перераховує понад сорок імен, включаючи Валафріда Страбона (840), П'єра Вальдо (1120), Джона Вікліфа (1384), Яна Гуса (1415), Ісаака Ньютона (1727), та інших, які вважали Звіра символом антихриста та папства.
Еллен Вайт у книзі «Велика Боротьба…» писала про Звіра: «цей символ, як вважають більшість з протестантів, зображує Римське папство, яке перейняло силу, престол та владу зниклої Римської імперії» (1888).
За трактуванням Свідків Єгови, Звір із сімома головами символізує сукупність політичних систем, до якої належать: Єгипет, Ассирія, Вавилон, Мідо-Персія, Греція, Рим та Англо-Америка. Якщо десять рогів тут представляють усі суверенні держави, то діадема, або корона, на кожному розі вказує на те, що всі ці держави мають владу одночасно з панівною імперією.